# Cantonul Alzon
Cantonul Alzon este un canton din arondismentul Le Vigan, departamentul Gard, regiunea Languedoc-Roussillon, Franța.

## Comune
- Alzon (reședință)
- Arrigas
- Aumessas
- Blandas
- Campestre-et-Luc
- Vissec